# Daniel Rantzau
 (février 2012).
Si vous disposez d'ouvrages ou d'articles de référence ou si vous connaissez des sites web de qualité traitant du thème abordé ici, merci de compléter l'article en donnant les références utiles à sa vérifiabilité et en les liant à la section « Notes et références ».
Daniel Rantzau, né en 1529 et mort le 11 novembre 1569 devant Varberg, en Suède est un commandant danois.
Il est surtout connu pour ses actions comme commandant des forces danoises en Suède 1565-1569 (durant la guerre nordique de Sept Ans), en particulier pour le raid du Rantzau et la bataille d'Axtorna.